# Nounsley
Nounsley – osada w Anglii, w hrabstwie Essex, w dystrykcie Braintree, w civil parish Hatfield Peverel. Leży 10 km na wschód od miasta Chelmsford i 59 km na północny wschód od Londynu. W 2015 miejscowość liczyła 718 mieszkańców.